# Ypthima albida
Ypthima albida är en fjärilsart som beskrevs av Butler 1888. Ypthima albida ingår i släktet Ypthima och familjen praktfjärilar. Inga underarter finns listade i Catalogue of Life.